# دائرة مروانة
دائرة مروانة هي واحدة من كبريات الدوائر على مستوى ولاية باتنة، وهي تضم إلى جانب عاصمة الدائرة بلدية مروانة كل من بلدية حيدوسة وبلدية وادي الماء وبلدية قصر بلزمة، تتميز الدائرة بتضاريسها الوعرة بسبب امتداد جبلي على طول أراضيها، وفيها سهل يعتبر من أكبر السهول بالجزائر وهو سهل بلزمة.

## الموقع الجغرافي والحدود
تقع دائرة مروانة وسط ولاية باتنة وبذلك فهي تتمتع بموقع جغرافي استراتيجي غير أن طابعها الجبلي الوعر وعدم توفر طرقات حديثة تعبر اقليم الدائرة فهي تعاني من العزلة الشديدة.
يحد دائرة مروانة من الشمال بلديتي الحاسي وأولاد سلام (دائرة عين جاسر) ومن الشمال الشرقي بلدية زانة البيضاء (دائرة سريانة) ومن الشرق بلديتي باتنة ووادي الشعبة (دائرة باتنة) وبلدية سريانة (دائرة سريانة) ومن الجنوب بلدية عين التوتة (دائرة عين التوتة) ومن الغرب بلدية أولاد عوف (دائرة عين التوتة) وبلديتي تاكسلانت ولمسان (دائرة أولاد سي سليمان) وبلدية تالخمت (دائرة رأس العيون)

## الإدارة
هي أقدم دائرة في الجزائر، حيث تأسست الدائرة سنة 1909م باسم كورناي (corneille) ولا تزال مروانة إلى اليوم دائرة ولم يتغير سوى تسميتها.

### التقسيم الإداري
تنقسم دائرة مروانة إلى أربع (04) بلديات.
| البلدية    | مساحة (كم²) | تعداد السكان |
| ---------- | ----------- | ------------ |
| مروانة     | 75٫75       | 38٫656       |
| حيدوسة     | 152         | 2٫378        |
| وادي الماء | 103         | 20٫288       |
| قصر بلزمة  | 90          | 9٫033        |